# Arquitectura de Caracas
La arquitectura de Caracas ha sido enormemente influenciada por el auge económico estando en la vanguardia de la arquitectura de los años 1950, con proyectos de diseñadores de renombre mundial.

## SigloXX
El siglo XX en Venezuela fue un período de transición arquitectónica. La modernidad, el racionalismo y el funcionalismo, junto a la influencia de algunas corrientes europeas como el movimiento Bauhaus y la arquitectura brutalista, influyeron significativamente en el desarrollo de una nueva corriente arquitectónica. Este estilo resultó en la construcción de edificaciones representativas que reflejan una época y un proceso histórico importantes en la evolución del arte y la arquitectura en el país.

El Museo de Bellas Artes de Caracas es el museo de artes plásticas más antiguo de Venezuela. Está ubicado en la Plaza de los Museos entre el parque Los Caobos y en el sector de Bellas Artes. Su fundación se da 1917. Las dos estructuras que albergan al museo fueron diseñadas por el arquitecto Carlos Raúl Villanueva. En una primera etapa, diseñó un edificio de estilo neoclásico con columnas semejantes a las dóricas, con un patio central rodeado por corredores y por las salas de exhibición, todo en una sola planta. Inaugurado por el presidente Eleazar López Contreras en 1938 como un conjunto urbanístico, junto al Museo de Ciencias, el cual se inauguró en 1940 donde también fue proyectada por Villanueva donde se alberga colecciones antiguas de Venezuela. La segunda etapa, concebida nuevamente a él como una ampliación del antiguo edificio, presentó un estilo arquitectónico moderno. Fue inaugurada en 1973 por el presidente Rafael Caldera.

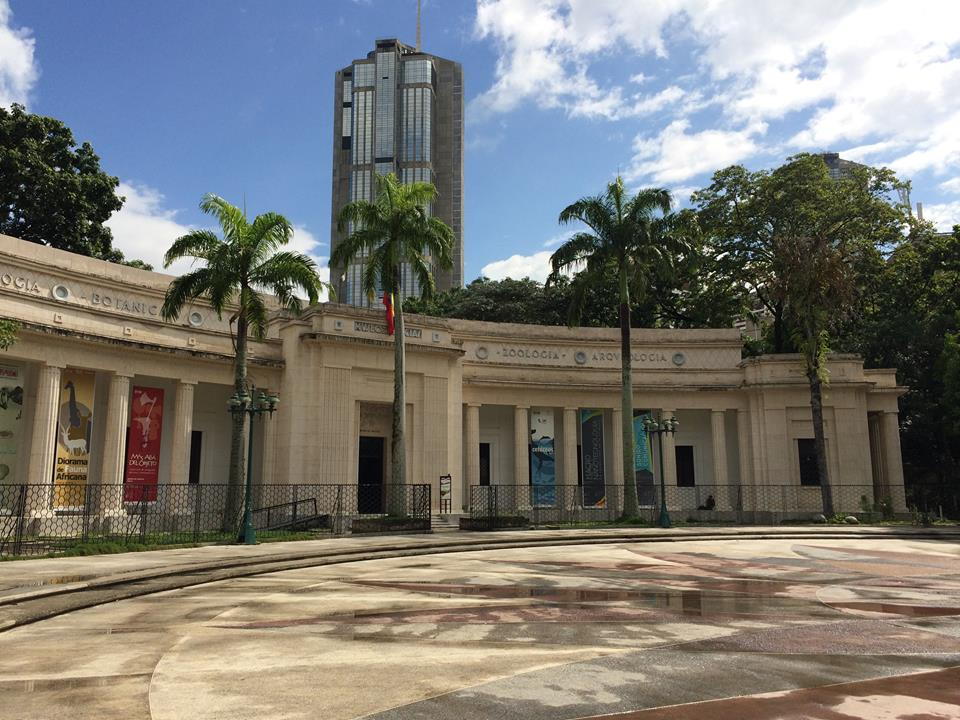
Museo de Ciencias
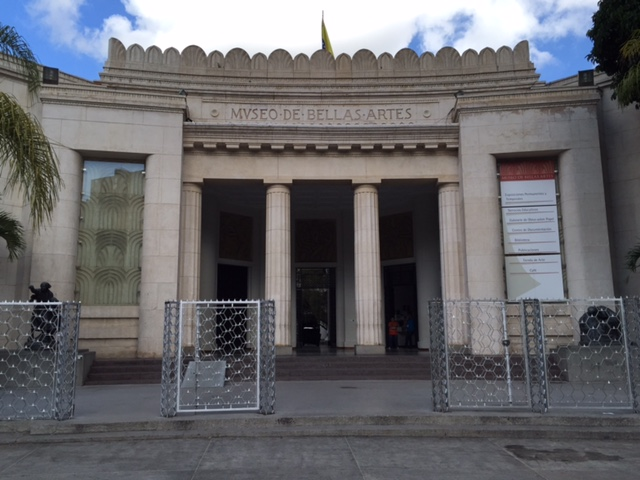
Museo de Bellas Artes

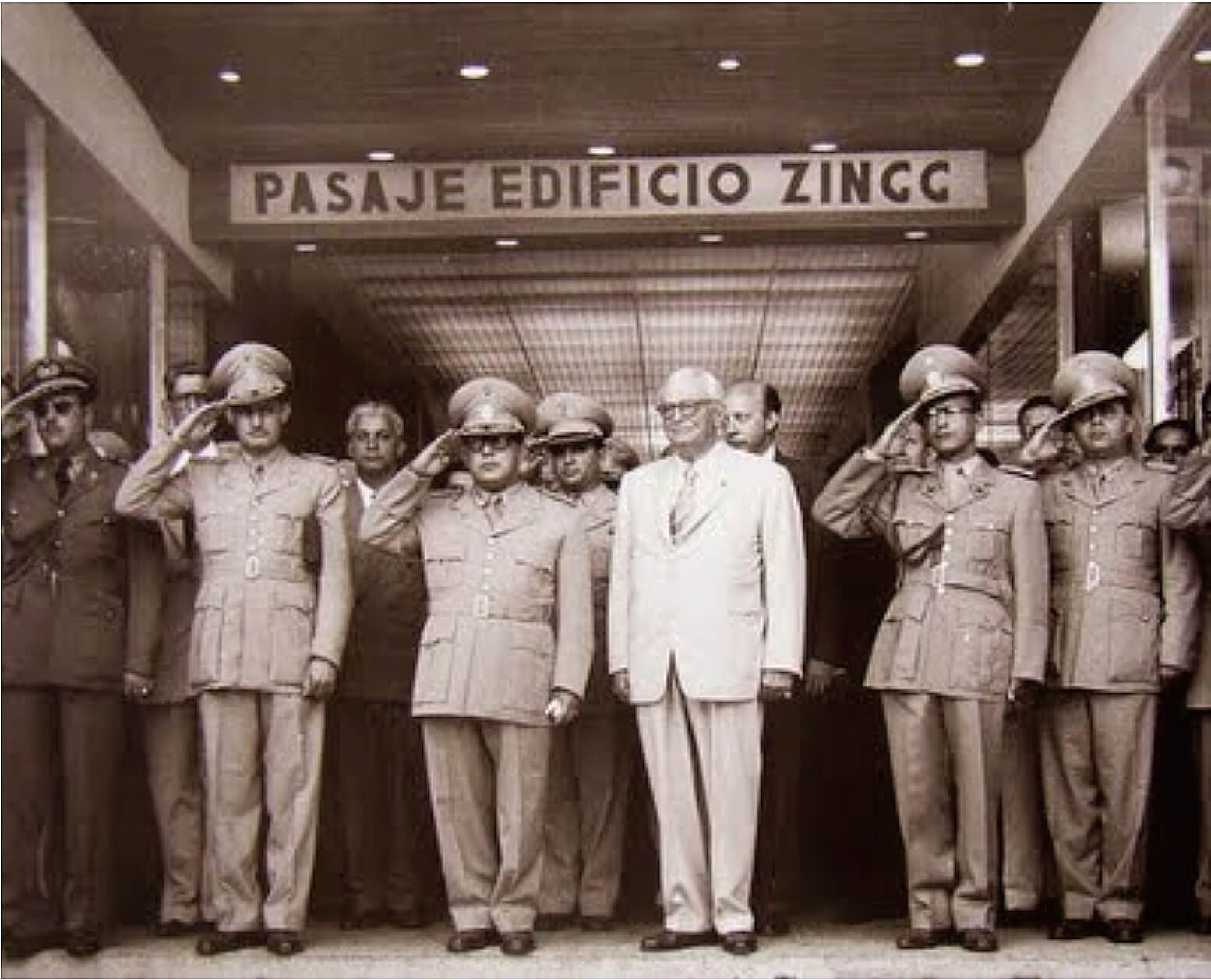
Inauguración del Pasaje Zingg.

Entre 1939 y 1940 se construyó el edificio Zingg. Tal como lo reseña un recorte de prensa de la época, la estructura de vigas de acero del edificio atrajo la atención de los transeúntes. Se considera el primer edificio en Caracas en utilizar una estructura de acero diseñada para resistir temblores sísmicos. Apenas 11 años después, en 1951, Arthur Kahn inició su trabajo con la familia Zingg, proponiéndoles la creación del Pasaje Zingg, una galería comercial que implicara la creación de una vía pública peatonal con el fin de conectar el tradicional centro de la ciudad con un proyecto futurista en la avenida Bolívar.
A mediados del siglo XX, con el auge petrolero y capital, grandes proyectos de infraestructura de renombre mundial llegaron en la dictadura de Marcos Pérez Jiménez, impulsando una política de obras que incluyeron puentes, autopistas, viviendas y modernas torres para oficinas del gobierno de Venezuela. Caracas vio nacer la Ciudad Universitaria de Caracas (Patrimonio de la Humanidad desde 2000) considerada ejemplo de arquitectura moderna de la época. El campus comprende un gran número de construcciones y edificios agrupados en un conjunto funcional y estructurado, cuyo valor es realzado por obras maestras de la arquitectura y las artes plásticas modernas como la plaza cubierta, el estadio olímpico y el aula magna; ornamentada con la escultura Nubes flotantes de Alexander Calder. En esta ocasión volvería a actuar el arquitecto Carlos Raúl Villanueva que la diseña entre 1944 y 1969. La apreciación del color marca poderosamente su trabajo y cuadernos docentes, deja muy clara su posición acerca de su importancia de este en la obra. El conjunto es expresión de una modernidad que establece un diálogo cromático deslumbrante con el espectador que la habita. La inclusión de la policromía es parte esencial del discurso arquitectónico para recorrer el espacio en función del tiempo. Color y movimiento constituyen conceptos para entender su arquitectura. En el diagrama de flujos asigna funciones a los colores para impulsar cromáticamente al observador a través del espacio.

La arquitectura sin policromía
es inexplicable para mí, es incompleta y desabrida: como un hombre que saliera desvestido.
Carlos Raúl Villanueva

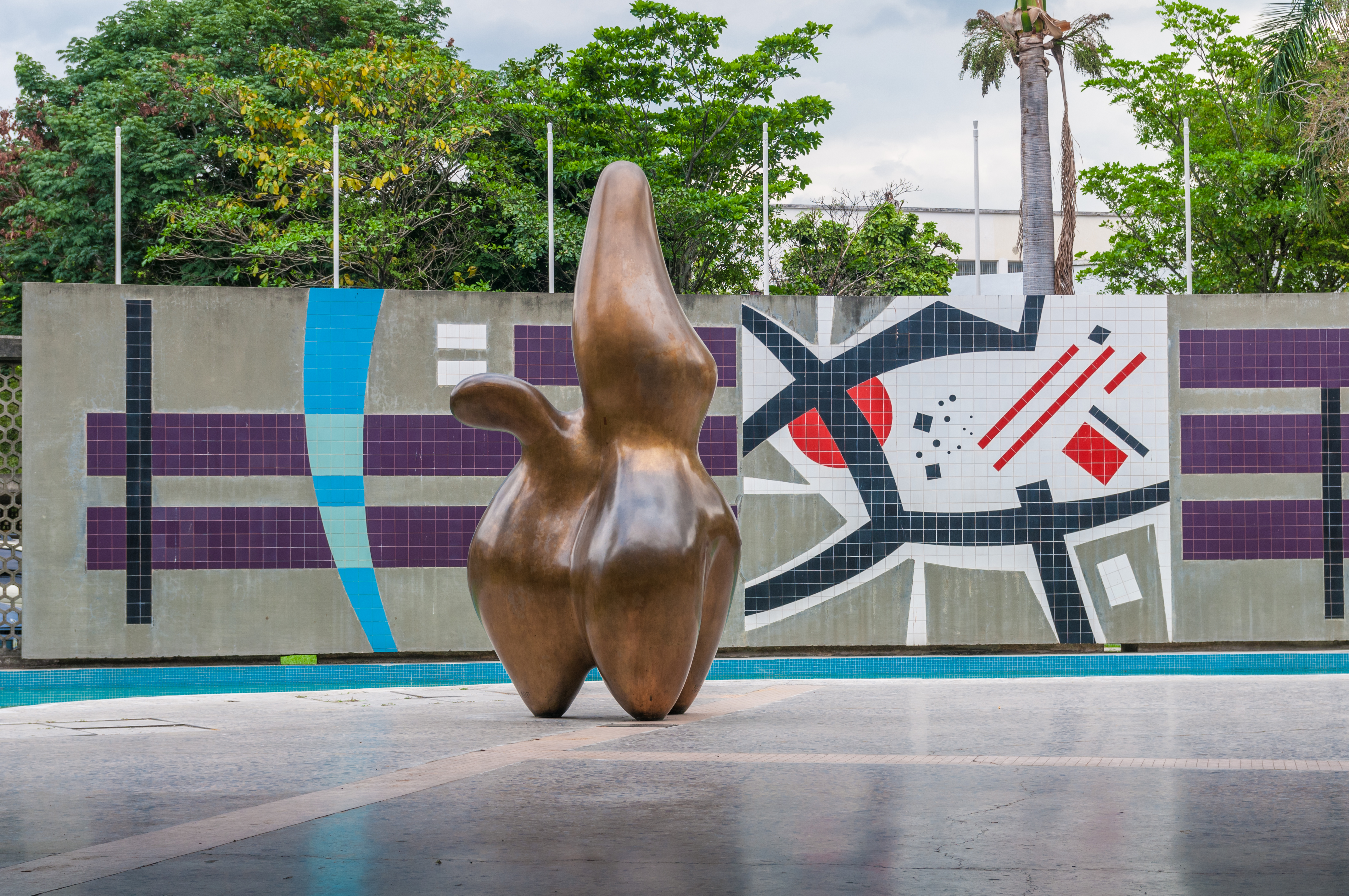
Berger des Nuages por Jean Arp, 1954.
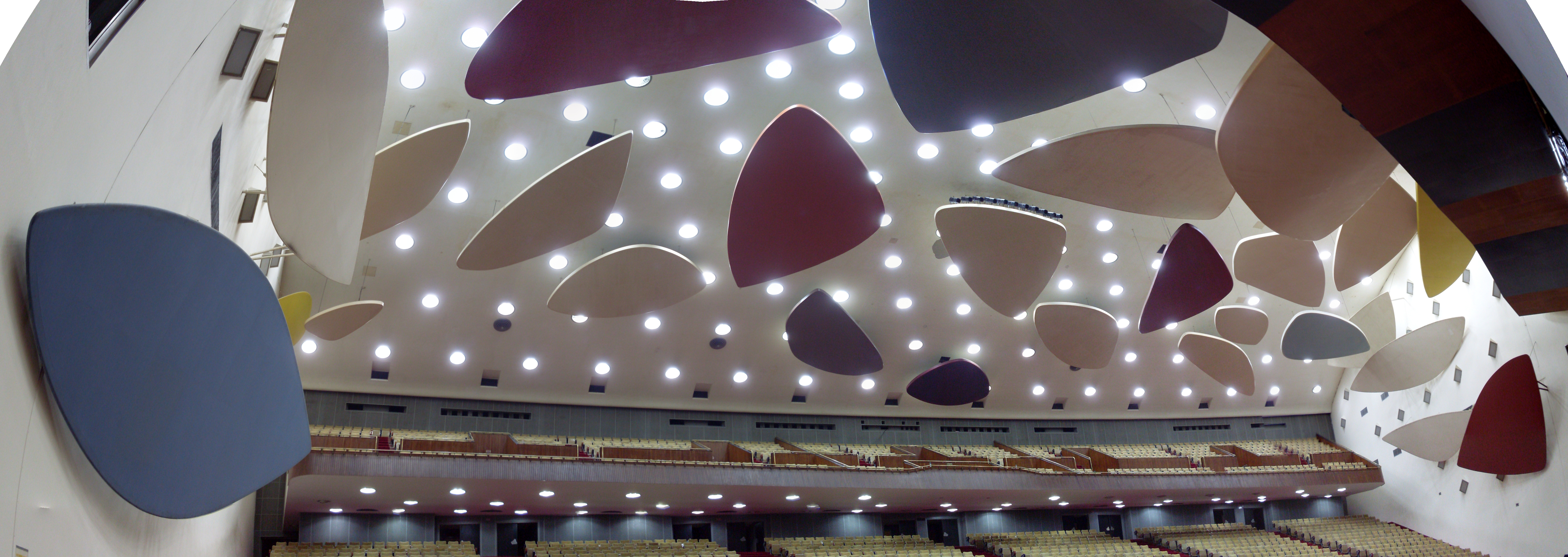
Nubes flotantes por Alexander Calder, 1953.
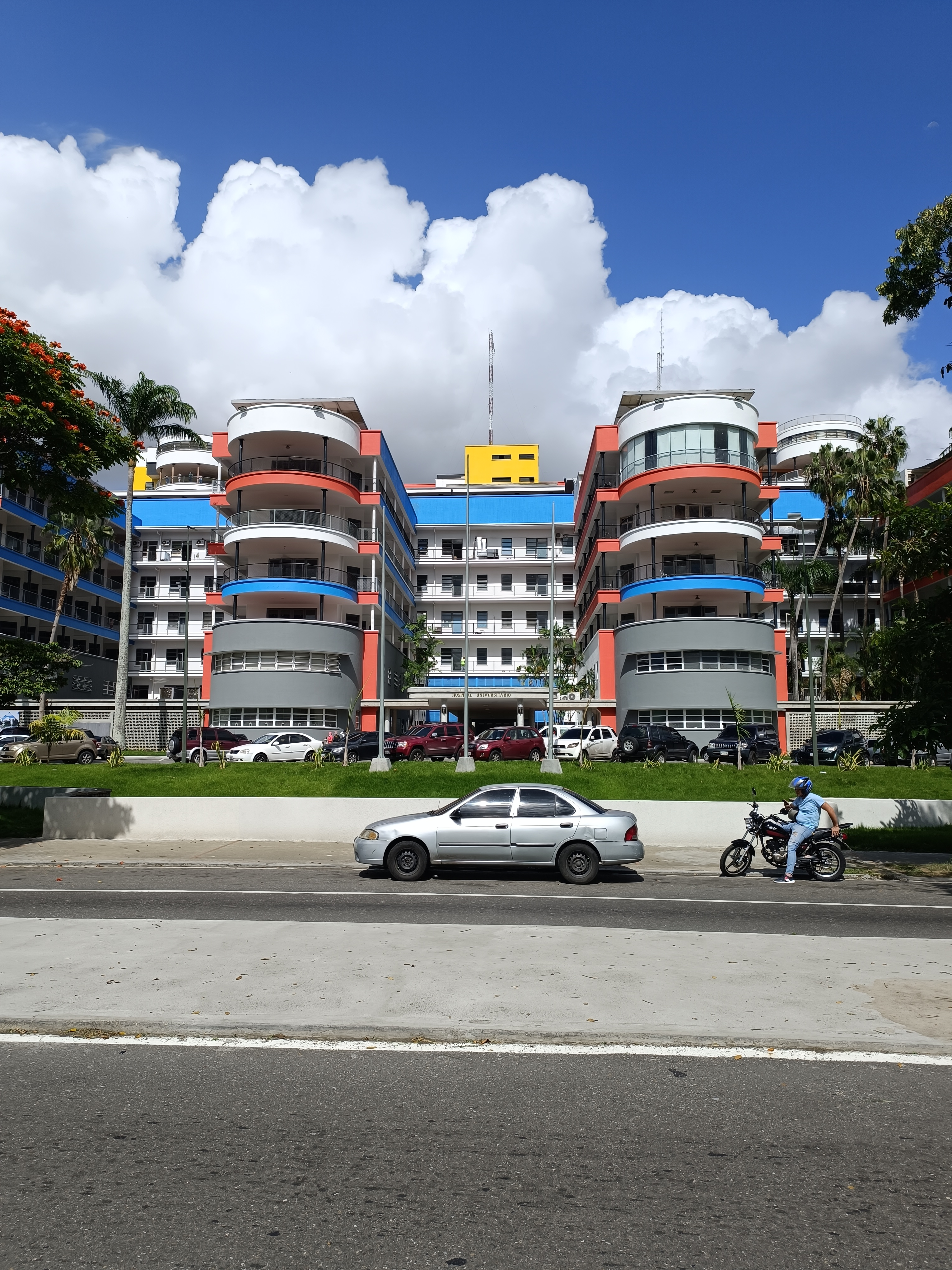
Hospital Universitario de Caracas, 1954.
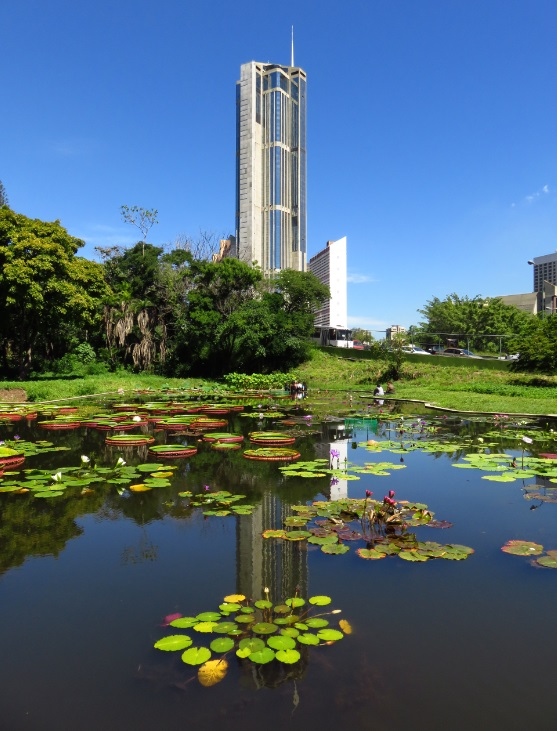
Laguna Venezuela.
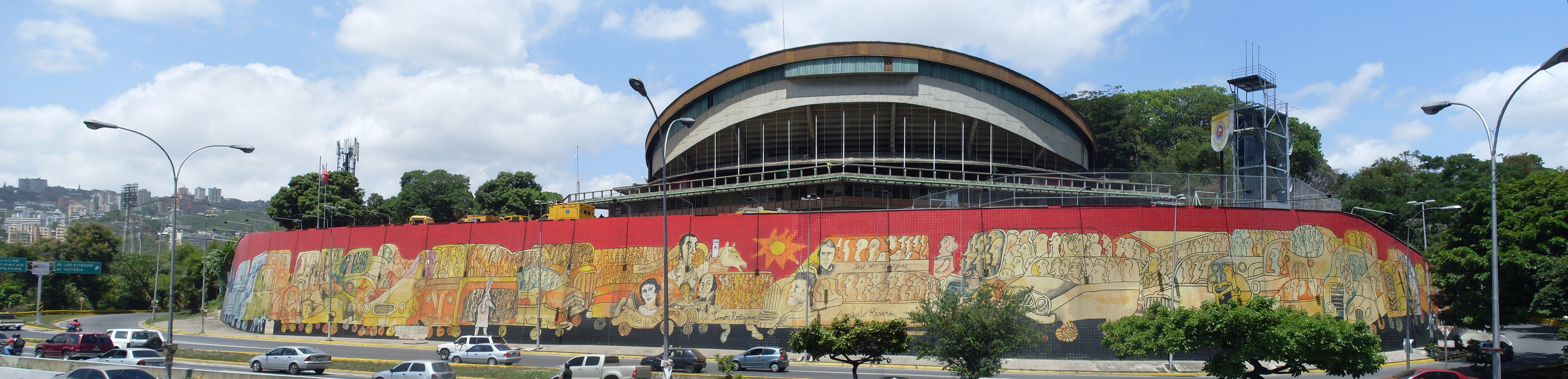
Mural de Pedro León Zapata desde la Autopista Francisco Fajardo.
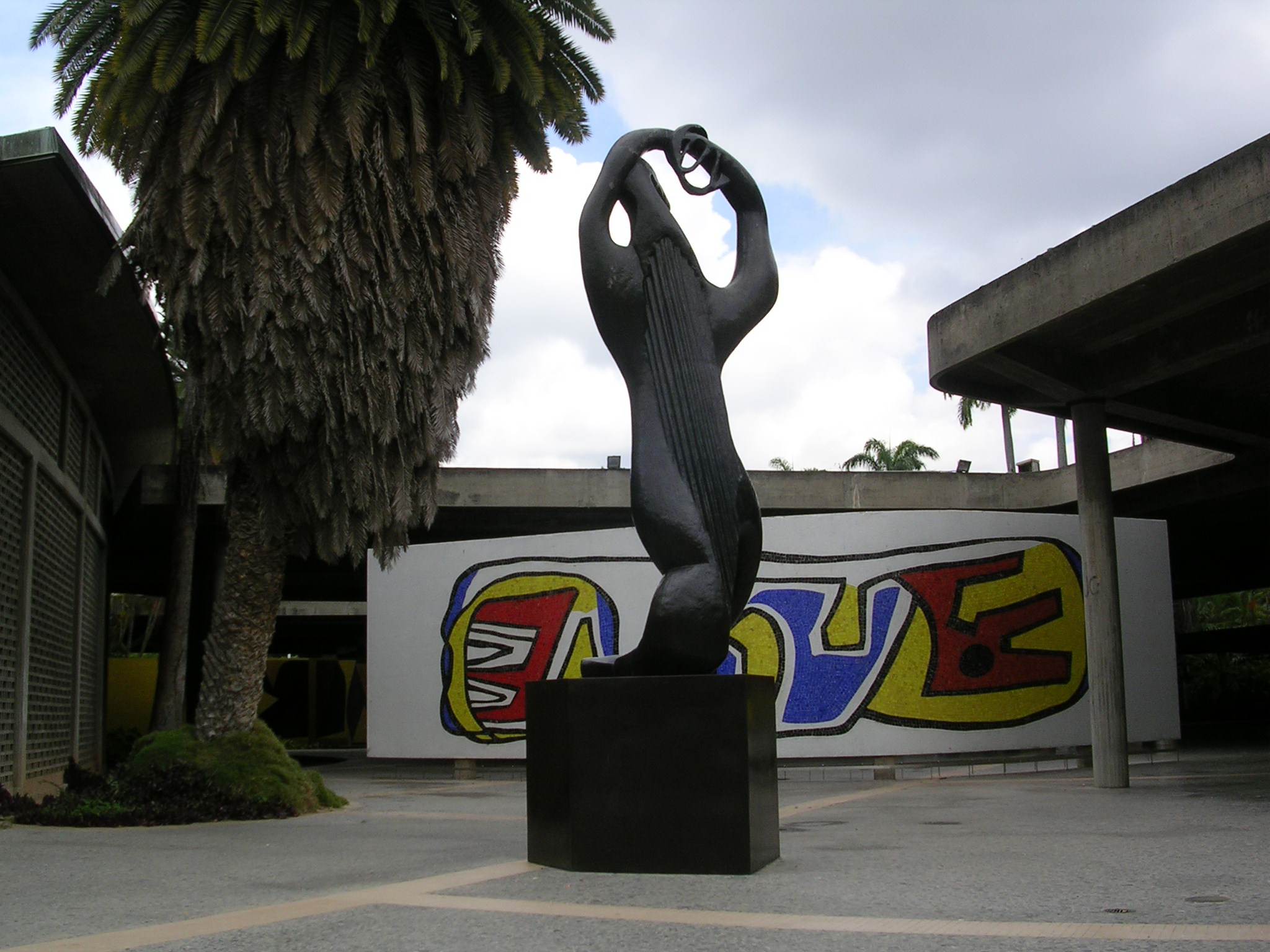
L'Amphion por Henri Laurens, 1953.
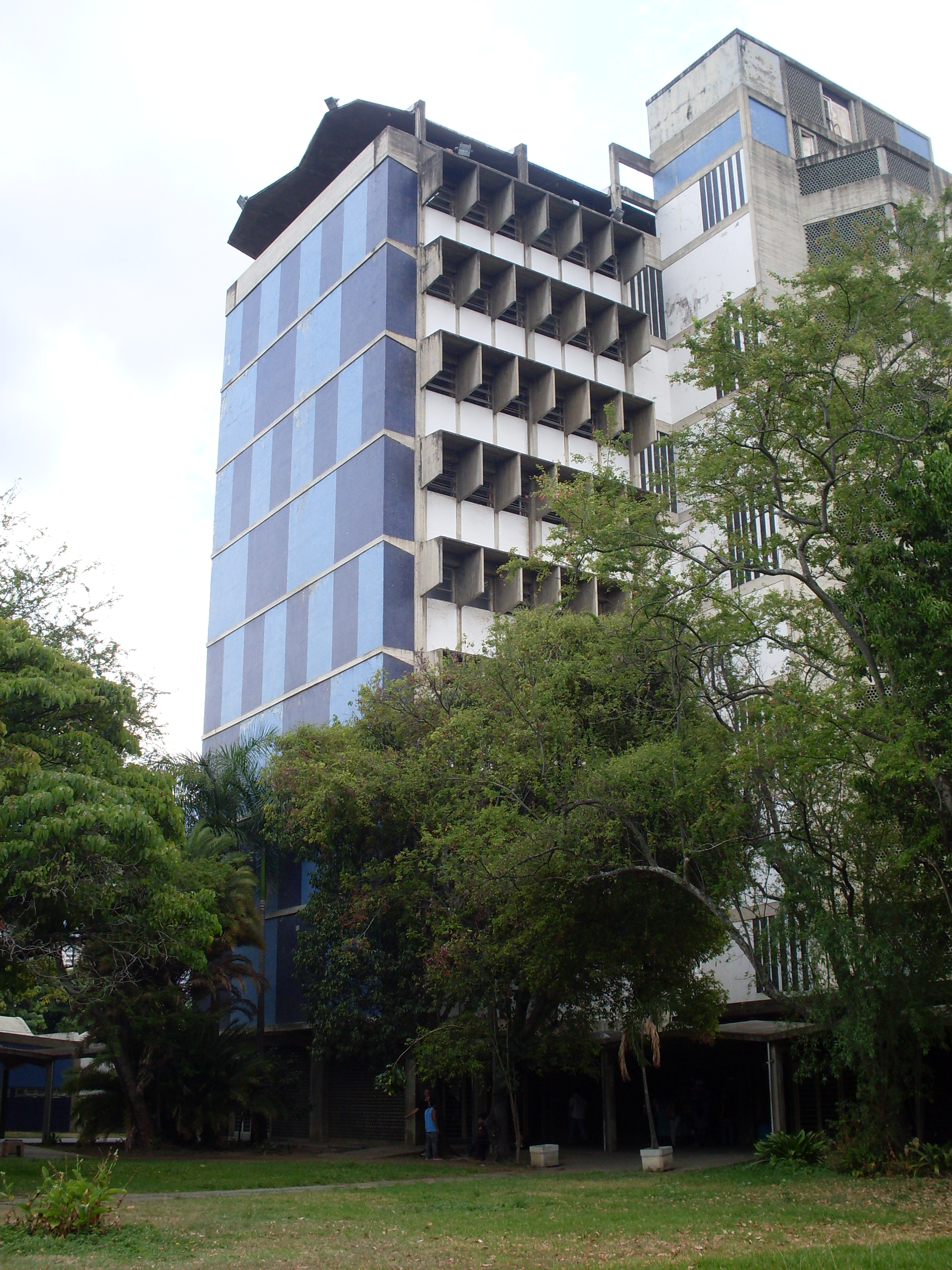
Facultad de Arquitectura y Urbanismo.

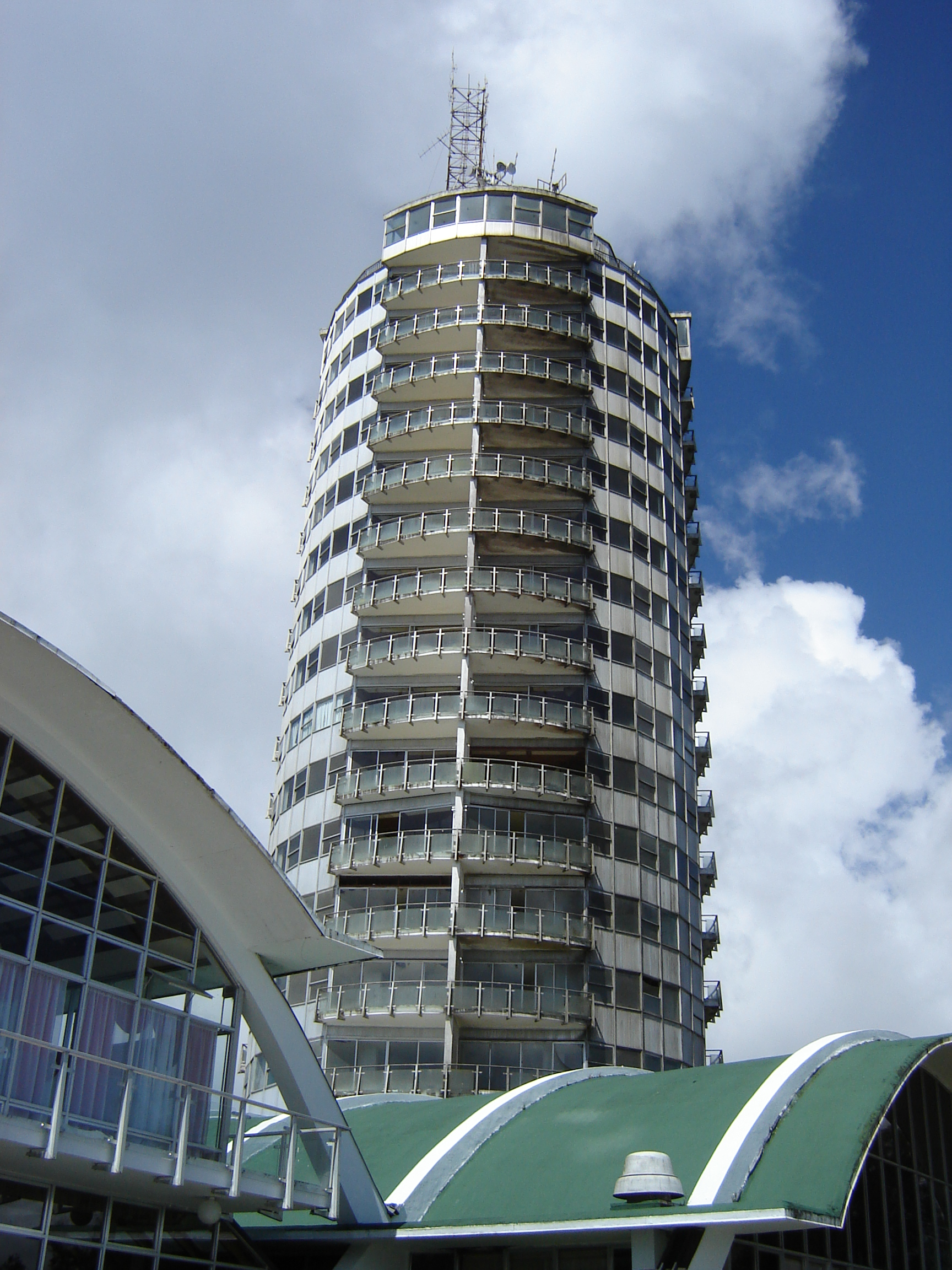
Hotel Humboldt.

El Hotel Humboldt, construido bajo la doctrina del perezjimenismo. Su plan desde un principio ha sido crear un complejo turístico y recreativo más amplio, involucrando el teleférico de Caracas como medio de transporte. Esta obra representa el esfuerzo por parte de su arquitecto, Tomás José Sanabria, por generar una arquitectura integral que articula la relación entre arquitectura, naturaleza y ciudad. El proyecto final se presenta como una distribución funcional de masas y estilo. Está conformado por una serie de amplios recintos abovedados y una torre circular. La construcción de este edificio fue una verdadera hazaña ingenieril debido a su remota ubicación que dificultaba el acceso y traslado de materiales. A pesar de estas dificultades, el hotel se realizó en el corto plazo de 199 días. En el año 1965 obtiene el Premio Nacional de Arquitectura y luego en 1967 le es otorgado otro por el Instituto Nacional de Cultura y Bellas Artes. En 1973 es designado miembro principal de la Junta Conservadora del Patrimonio Artístico e Histórico de la Nación.

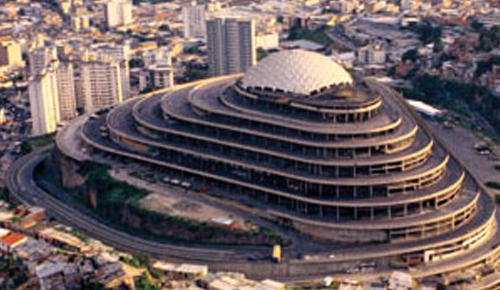
El Helicoide.

Como lugar sujeto a los vaivenes económicos, políticos y sociales que han moldeado la realidad venezolana en los últimos sesenta años, El Helicoide es una ruina moderna por excelencia. El edificio comenzó como una inversión privada durante el boom petrolero de la dictadura militar que tuvo lugar de 1948 a 1958, pero su construcción paró en la transición a la democracia emprendida a partir de 1958. Luego de años en abandono, el Estado comisionó una serie de infructuosos proyectos para su reinvención, antes de utilizarlo como refugio para damnificados, pues más adelante, en la década de 1980, habría de disponerlo como sede principal de la Dirección de los Servicios de Inteligencia y Prevención. Con su diseño audaz, carga simbólica y tumultuosa historia, es una presencia fascinante en el paisaje urbano y el imaginario colectivo.

En la arquitectura contemporánea de Caracas destaca el complejo urbanístico Parque Central, formado por un conjunto de edificios en el que destacan dos torres gemelas, que ostentaron de 1979 hasta 2003 el honroso título de ser los rascacielos más altos de América Latina. En realidad, el complejo es la suma de varios conceptos: comercial, habitacional, recreativo, cultural y financiero realizado por el Centro Simón Bolívar. Es un claro reflejo del poderío económico y social de Venezuela en el último tercio del siglo XX. Además de las dos torres, hacen parte el Museo de Arte Contemporáneo de Caracas (1974), el Museo de los Niños (1982), también en las proximidades se encuentra el parque Los Caobos (1924), el Hotel Alba Caracas (1969), la Galería de Arte Nacional (1976), el teatro Teresa Carreño (1983) y la Universidad Nacional Experimental de las Artes (2008).

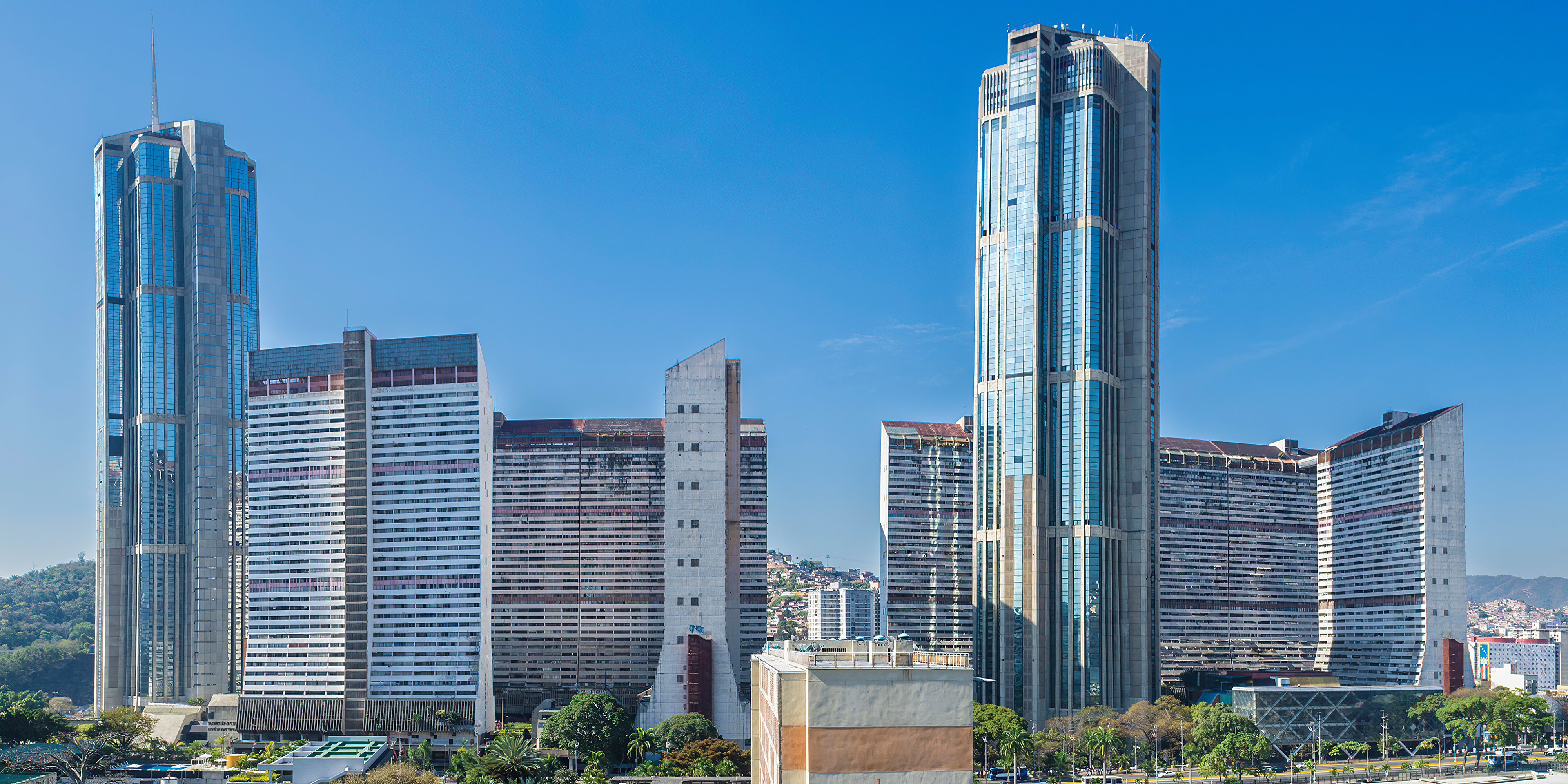
Edificios de Parque Central.
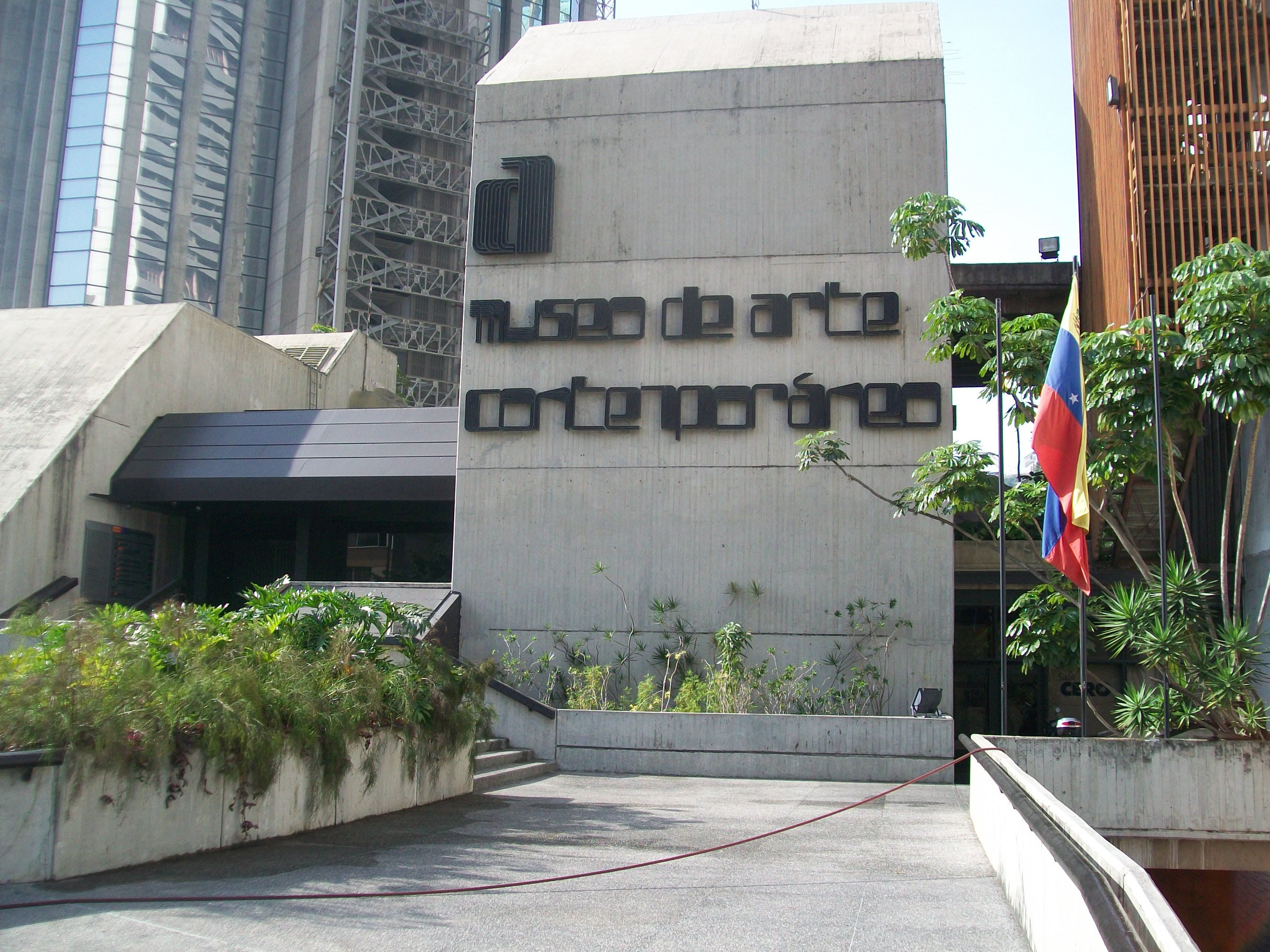
Museo de Arte Contemporáneo de Caracas.
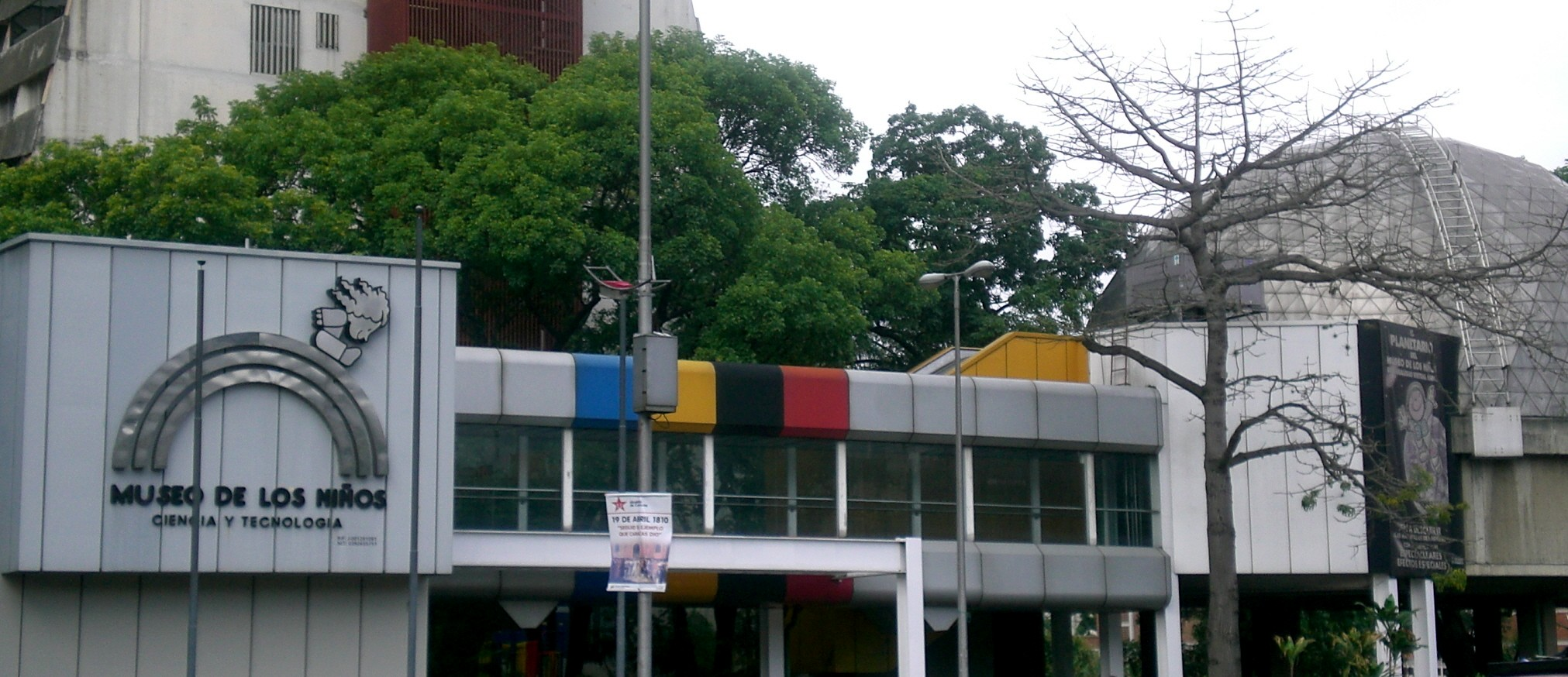
Museo de los Niños.
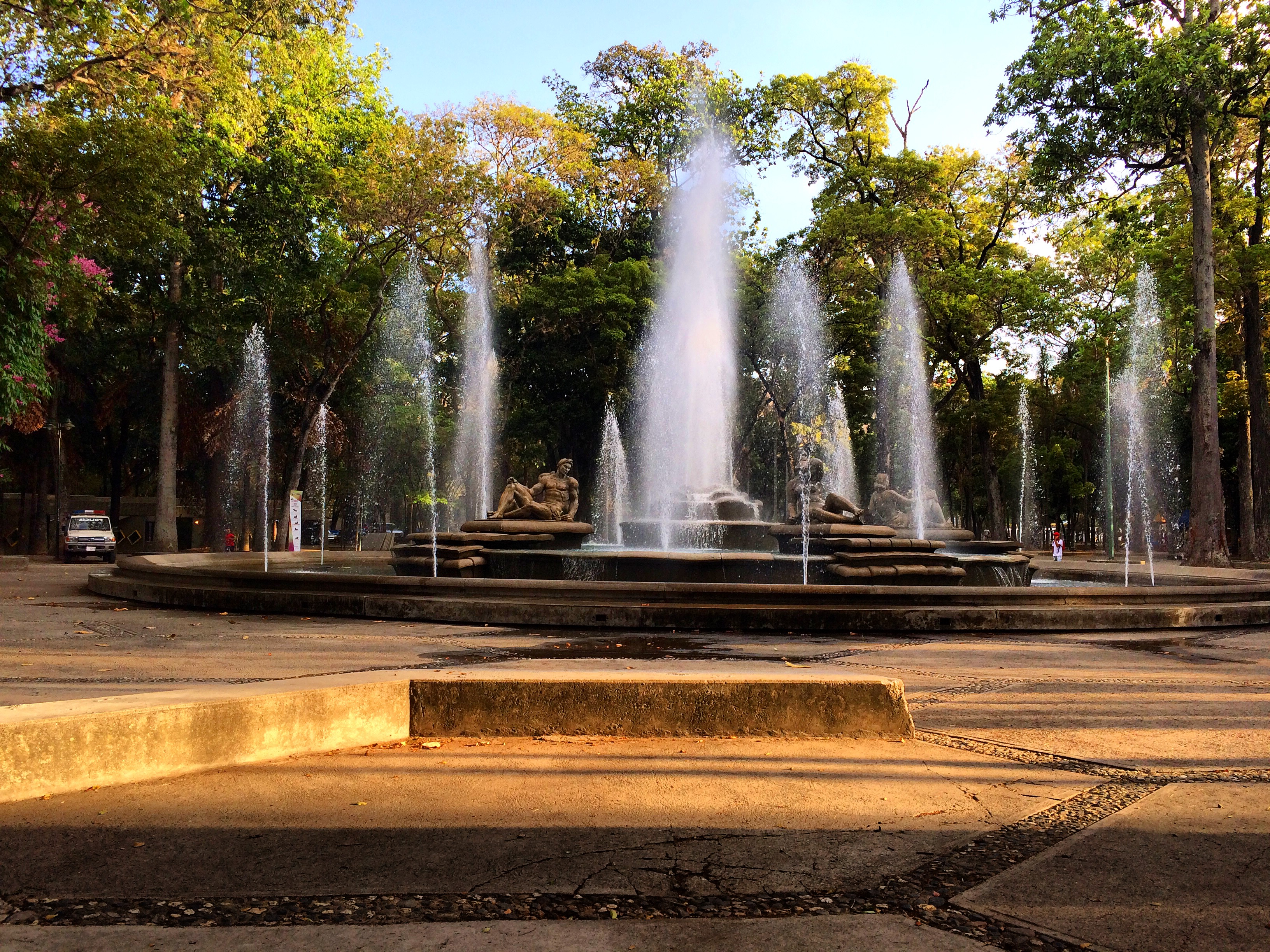
Parque Los Caobos.
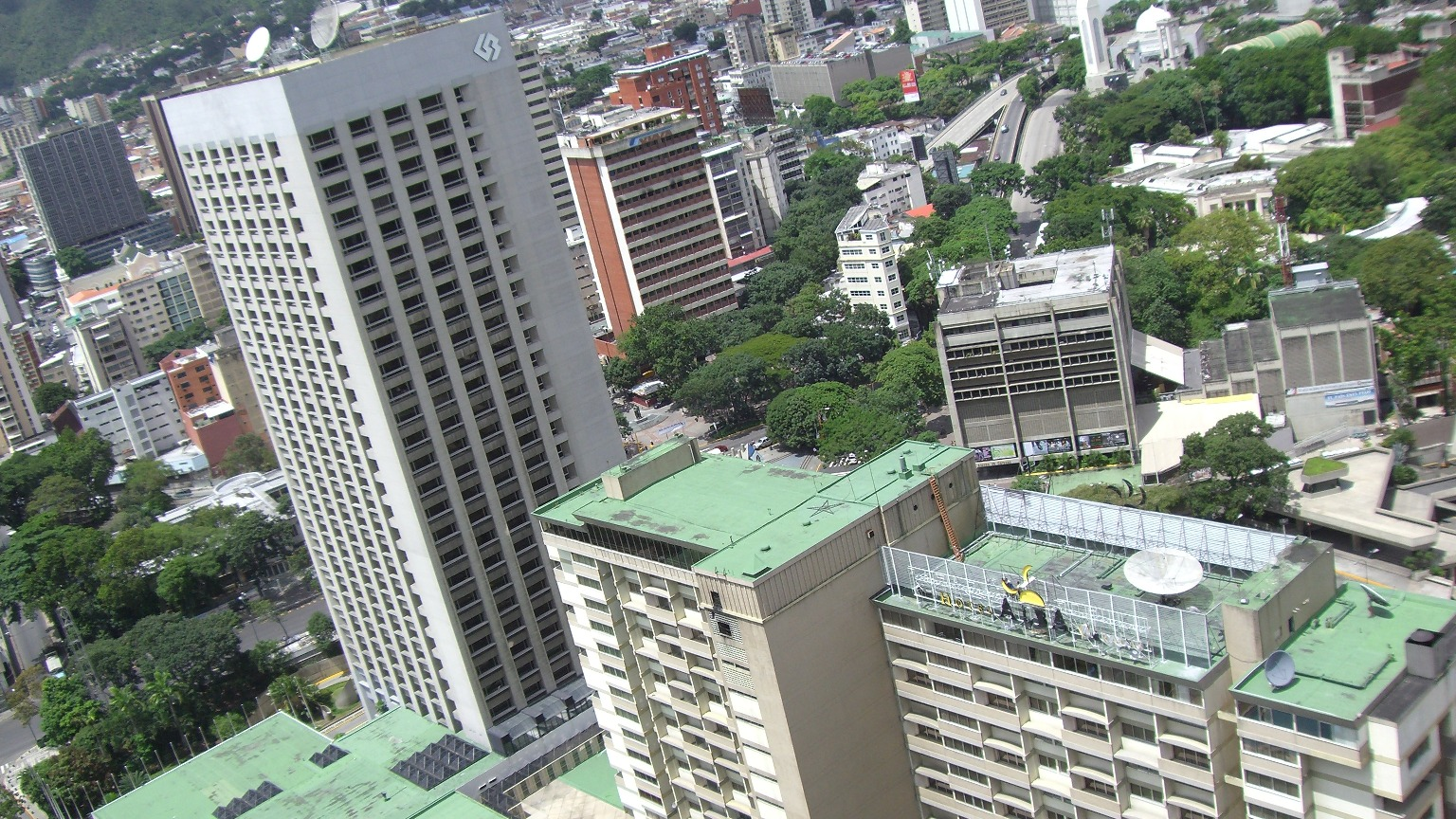
Hotel Alba Caracas.
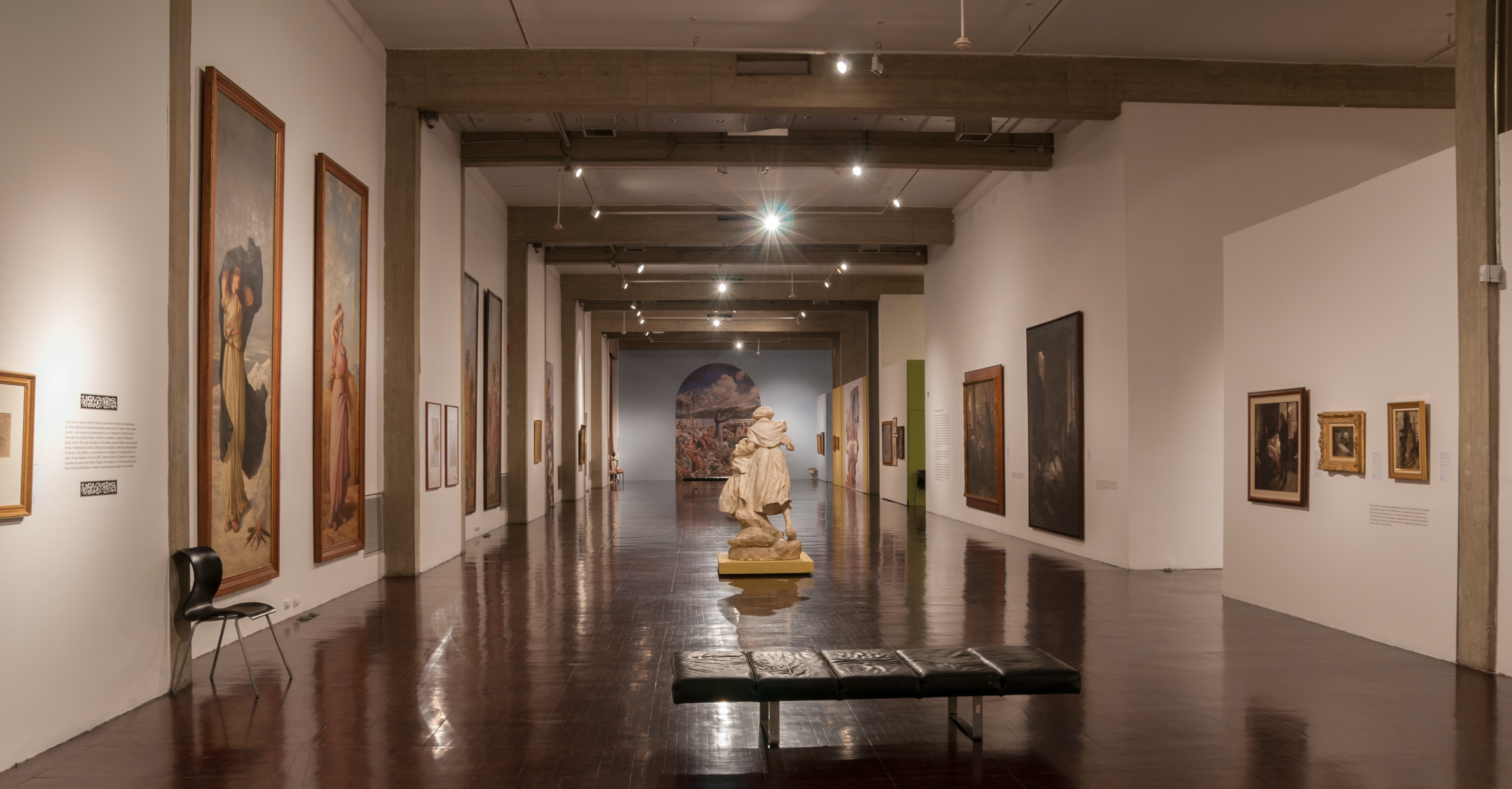
Galería de Arte Nacional.
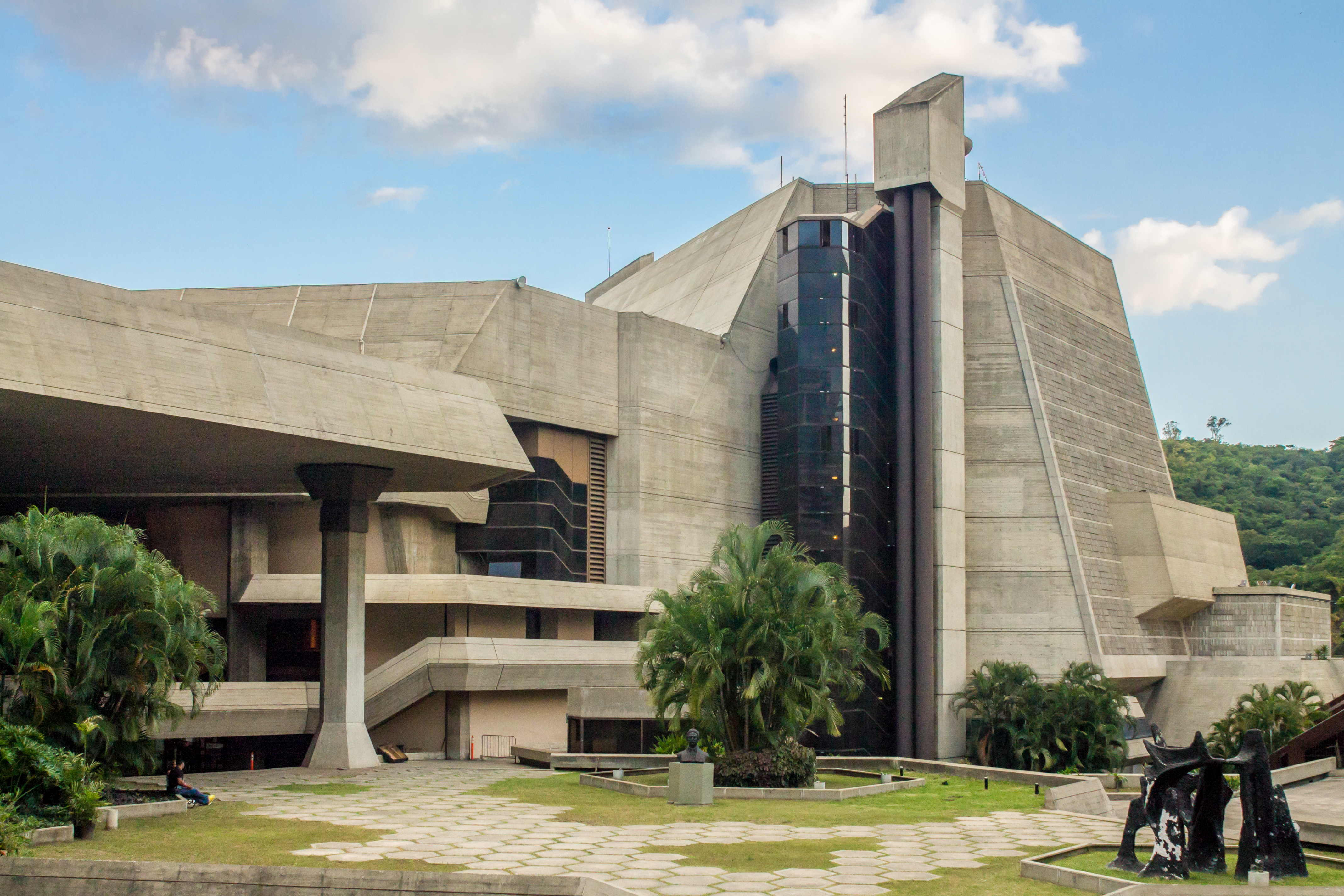
Teatro Teresa Carreño.
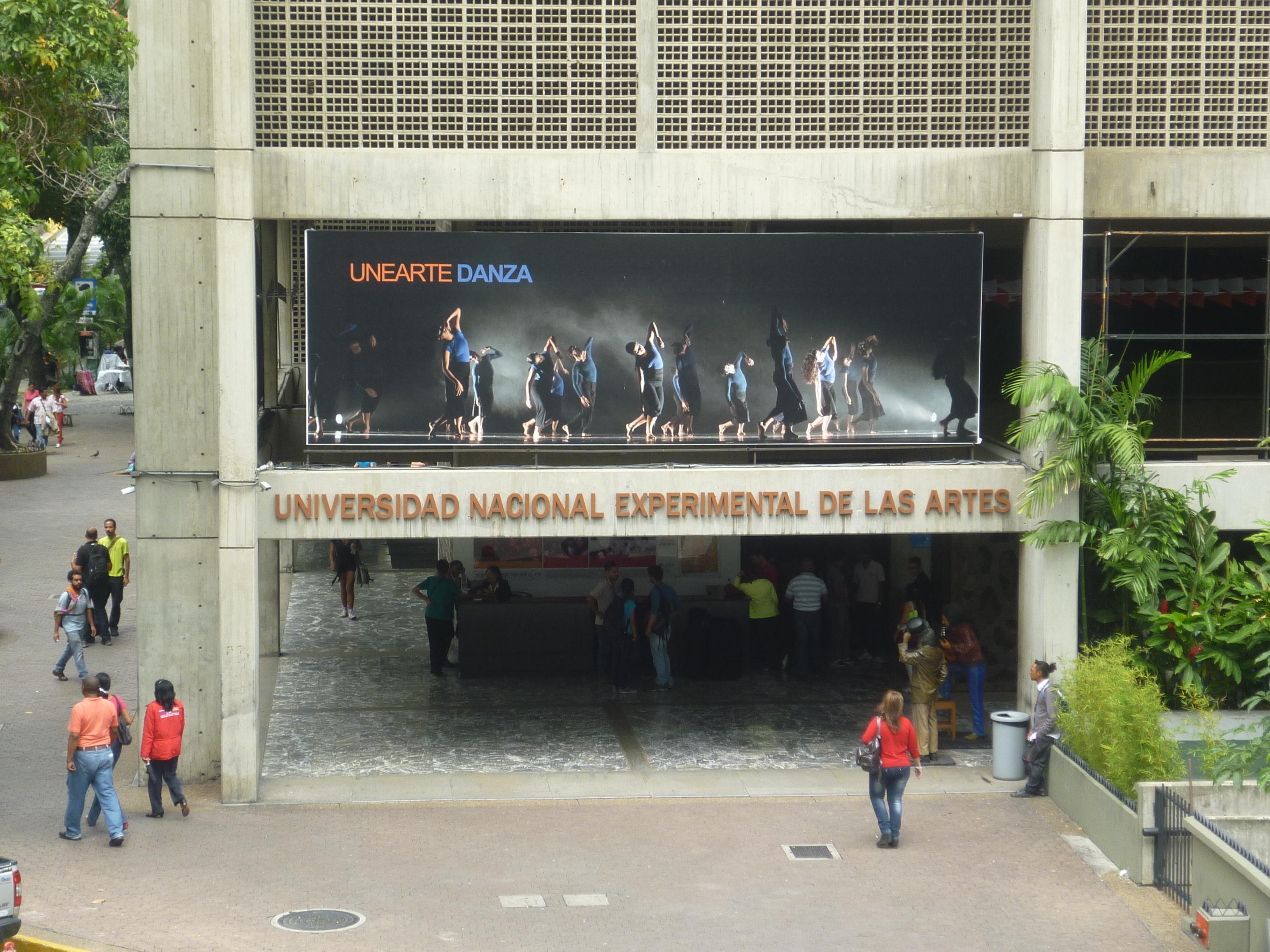
Universidad Nacional Experimental de las Artes.

El Centro Simón Bolívar antiguamente y paralelamente creó más proyectos como la reurbanización El Silencio (1945), la avenida Bolívar (1949), las Torres de El Silencio (1954), el Parque del Oeste (1983) y el Palacio de Justicia de Caracas (1993).